# Kufunakt
Kufunakt je bio drevni Egipćanin. Živio je tijekom 4. dinastije. Umro je za vrijeme vladanja faraona Kufua po kojem je nazvan. Pokopan je u mastabi G 1205 u Gizi.